# كارلوس دا سيلفا
كارلوس دا سيلفا هو لاعب كرة قدم برتغالي، ولد في 22 يناير 1984 في سيتوبال في البرتغال. لعب مع نادي شافهاوزن ونادي غراسهوبر زيوريخ ونادي لوغانو.

## وصلات خارجية
- كارلوس دا سيلفا على موقع قاعدة بيانات كرة القدم.إي يو (الإنجليزية)